# Versetzung (Schule)
Unter Versetzung (bayerisch Vorrücken,  österreichisch Aufsteigen, schweizerisch Promotion) versteht man den Beschluss einer Zeugniskonferenz, die Klassenstufe eines Schülers am Ende eines Schuljahres um eins zu erhöhen. Die Versetzung stellt den Regelfall dar, aber um ein homogenes Leistungsniveau innerhalb einer Klasse zu gewährleisten, greifen bei abweichender Leistungsfähigkeit oft zwei weitere Regeln. Überdurchschnittlich leistungsstarke Schüler können meist eine Klassenstufe überspringen, während leistungsschwache Schüler oft nicht versetzt werden, sondern die Klassenstufe entweder wiederholen oder auf eine niedrigere Schulform wechseln müssen.

## Situation in Deutschland

### Allgemeines
Der Besuch der nächsthöheren Jahrgangsstufe setzt in Deutschland einen Versetzungsbeschluss voraus. Dieser wird durch die stimmberechtigten Mitglieder der Zeugniskonferenz gefällt. Stimmberechtigt sind alle Lehrer, die den Schüler im ablaufenden Schuljahr in mindestens einem Halbjahr unterrichtet und bewertet haben. Sie erstellen gemeinsam anhand der aktuellen Leistungsbewertungen eine Prognose für die erfolgreiche Mitarbeit im kommenden Schuljahr. Die genauen Voraussetzungen einer Versetzung sind schulform- und länderspezifisch. In manchen Bundesländern können sich die Erziehungsberechtigten des Schülers bis zu den Osterferien für ein freiwilliges Zurücktreten in den vorherigen Jahrgang entscheiden und so eine offizielle Nichtversetzung am Schuljahresende vermeiden. Ebenfalls unter Einbeziehung der Erziehungsberechtigten können besonders leistungsstarke Schüler eine Klassenstufe überspringen und somit gleich um zwei Klassenstufen aufrücken.
In der Qualifikationsphase der gymnasialen Oberstufe gibt es dagegen keine Versetzung, auch ein Überspringen ist nicht möglich. Ein freiwilliges Zurückgehen ist dagegen einmal zulässig. Im ersten Jahr der Oberstufe ist dies angezeigt, falls die getroffene Fächerwahl sich als Missgriff entpuppte, und im zweiten Jahr, falls die Leistungen nicht für die Zulassung oder zum Bestehen der Abiturprüfung ausreichten.
Im Schuljahr 2021/2022 wiederholten 155.800 Schüler eine Klassenstufe. Das entspricht 2,4 Prozent der Schüler.

### Möglichkeit der Versetzung trotz mangelhafter Leistungen
Die Zeugnisnoten bilden die Basis für die Versetzung. Falls die darin festgestellten Leistungen nicht den Anforderungen entsprechen, wird während der Zeugniskonferenz von den Lehrkräften (in manchen Bundesländern im Beisein von Eltern- und Schülervertretern) entschieden, ob eine Versetzung in die nächste Klassenstufe dennoch sinnvoll ist. Hierfür gibt es Regeln, die eine Versetzung ausschließen bzw. ermöglichen.
Voraussetzung für die Möglichkeit der Versetzung trotz mangelhafter Leistungen ist in der Regel, dass den schlechten Leistungen in einzelnen Fächern gute Leistungen in anderen Fächern gegenüberstehen. Die Versetzungsbestimmungen werden von den Kultusministerien regelmäßig im Detail verändert, sind für die Schulformen Hauptschule, Realschule und Gymnasium unterschiedlich und zudem von Bundesland zu Bundesland verschieden. Oft können gute Kurzfächer kein schlechtes Langfach ausgleichen, maßgeblich ist also die mindestens gleiche Wochenstundenzahl im Ausgleichsfach. Die Note ungenügend (6) in einem Hauptfach kann manchmal gar nicht ausgeglichen werden, ein mangelhaft (5) jedoch entweder durch ein befriedigend (3), gut (2) oder sehr gut (1). In manchen Bundesländern müssen zwei Fächer mit mangelhaften Leistungen durch zwei Fächer mit hohen Leistungen ausgeglichen werden, in anderen Bundesländern ist eine nicht ausgeglichene mangelhafte Leistung zulässig. In manchen Schulformen einiger Bundesländer kann offensichtliches Talent als Ausgleich schlechter Leistungen herangezogen werden.
Die Entscheidung, ob bei mangelhaften Leistungen die Ausgleichsregelung überhaupt angewandt wird oder nicht, liegt im alleinigen Ermessen der Zeugniskonferenz. Maßgeblich ist für die Lehrkräfte, ob pädagogische Gründe dafür sprechen, dass im kommenden Schuljahr trotz der mangelhaften Leistungen eine erfolgreiche Mitarbeit in diesen Fächern wahrscheinlich ist. Ist dies nicht der Fall, wird der Schüler nicht versetzt, umgangssprachlich formuliert bleibt er sitzen oder dreht eine Ehrenrunde.

### Erneute Nichtversetzung
Wird ein Schüler mehrfach nacheinander nicht versetzt, liegt der Verdacht nahe, dass der Schüler eine zu anspruchsvolle Schulform besucht. In Deutschland bestehen in diesem Fall uneinheitliche Regelungen. In manchen Bundesländern müssen Schüler, die innerhalb der Sekundarstufe I zweimal nicht versetzt werden, die Schulform verlassen und künftig die nächstniedrigere Schulform besuchen („Abschulung“). In anderen Bundesländern gilt dagegen, dass Schüler zwei aufeinander folgende Klassenstufen maximal drei Jahre lang besuchen dürfen. Dies bedeutet, dass sie nur eine niedrigere Schulform besuchen müssen, wenn die Nichtversetzung in zwei aufeinanderfolgenden Klassenstufen erfolgt.

### Häufigkeit der Nichtversetzung
In Deutschland wiederholten im Schuljahr 2000/2001 an allgemeinbildenden Schulen 3 % der Schülerinnen und Schüler eine Klasse. Im Schuljahr 2010/2011 hatte sich der Anteil der Wiederholer auf 2 % vermindert, wobei rund 59 % aller Wiederholer Jungen und rund 41 % Mädchen waren.

### Rechtliche Möglichkeiten
Gegen eine Nichtversetzung kann insbesondere bei einem Formfehler Widerspruch vor einem Verwaltungsgericht eingelegt werden.

## Situation in Österreich
Schüler mit einem „Nicht genügend“ (5) können aufsteigen, wenn dies in diesem Fach nicht schon im Vorjahr der Fall war, der Gegenstand weiter unterrichtet wird und die Klassenkonferenz zustimmt. Außerdem besteht die Möglichkeit einer Wiederholungsprüfung zu Beginn des Schuljahres sofern nicht mehr als zwei Gegenstände mit Nicht genügend beurteilt wurden.
Das Überspringen von Schulstufen ist jeweils einmal in der Grundschule, in der Sekundarstufe I und in der Sekundarstufe II nach § 26 SchUG unter dort nachzulesenden besonderen Voraussetzungen möglich.

## Situation in anderen Ländern

### Ausländische Schulsysteme ohne Versetzung
Alle Schulsysteme besitzen eine innere Gliederung in Gruppen mit ähnlicher Leistungsfähigkeit, aber es gibt Schulsysteme, die dies nicht über die Versetzung bzw. die Wiederholung einer Klassenstufe erreichen. So findet in Schweden und Finnland stattdessen bei Leistungsschwächen eine zusätzliche individuelle Förderung statt. Auch in Großbritannien ist eine Wiederholung der Klassenstufe unüblich. In den USA rücken zwar alle Schüler am Ende des Schuljahres automatisch in die nächste Klassenstufe auf, allerdings sticht oft die geringe Qualifikation von Absolventen ins Auge. In höheren Klassenstufen werden in den USA individuelle Fördermaßnahmen wie der Besuch der Summer School während der Sommerferien ergriffen; wer es sich finanziell leisten kann, kann auch einen kommerziellen Betreuungsservice in Anspruch nehmen.

### Auslassen einer Klassenstufe
In den USA ist das „Überspringen“ einzelner Klassenstufen (Educational acceleration, Grade skipping) weit verbreitet, obwohl dort für besonders begabte Schüler Förderungsprogramme (Educational enrichment) zur Verfügung stehen, die auch Hochbegabten eine normale Schullaufbahn ohne größere Versetzungssprünge ermöglichen sollen. Günstige Bedingungen finden hochbegabte Schüler oft auch an Privatschulen. Kritiker des „Überspringens“ erwähnen, dass die Schüler durch das Auslassen einer Klassenstufe in ein soziales Umfeld versetzt werden, dem sie zwar intellektuell, nicht aber sozial und emotional gewachsen sind, ein prinzipielles Problem von Hochbegabten.

## Diskussion über die Nichtversetzung
Befürworter der Nichtversetzung leistungsschwacher Schüler halten einen sinnvollen Unterricht nur für möglich, wenn das intellektuelle Niveau aller Schüler einer Klasse möglichst einheitlich ist. Schüler mit großen Defiziten könnten die darauf aufbauenden komplexeren Unterrichtsinhalte nicht erfassen und würden dadurch unweigerlich immer weiter ins Hintertreffen geraten. Dieser Umstand wird in der Lernpsychologie auch als Matthäus-Effekt bezeichnet, in Anspielung auf den Bibeltext Denn wer da hat, dem wird gegeben werden. Mt 25,29 . Studien von Knut Schwippert, Wilfrid Bos und Eva-Maria Lankes weisen nach, dass leistungsstarke Schüler aus dem Unterricht einen stärkeren Wissensgewinn erzielen als leistungsschwache Schüler. Somit werden durch Unterricht vorhandene Leistungsunterschiede verstärkt. Über lange Zeiträume führt das unweigerlich dazu, dass für eine Teilgruppe der Schüler die Unterrichtsinhalte unangemessen sind. Damit leistungsstarke Schüler nicht unterfordert oder leistungsschwache überfordert werden, sollen die besseren Schüler eine Klasse überspringen und die schlechteren Schüler durch die Wiederholung der Inhalte die Lerndefizite ausgleichen, um die Homogenität des Leistungsniveaus doch noch zu gewährleisten.
Gegner wenden ein, dass alle Schüler verschieden seien und daher nie eine homogene Leistungsfähigkeit innerhalb einer Klasse entstehe. Des Weiteren wenden sie ein, dass Schüler, die ein Jahr wiederholten, schon im Jahr nach der wiederholten Klasse erneut auf ihr altes Leistungsniveau zurückfielen. Außerdem demotiviere man Schüler mit dieser Praxis. Das Sitzenbleiben könne abgeschafft werden und durch individuelle Förderung, beispielsweise durch erheblich kleinere Klassenstärken oder während der Sommerferien oder an Wochenenden, ersetzt werden. Allerdings benötigt ein solches individualisiertes Bildungssystem eine deutlich größere Anzahl an Lehrkräften und ist erheblich teurer. Eine Studie der wirtschaftsnahen Bertelsmann Stiftung aus dem Jahr 2009 kommt zu dem Schluss, dass Klassenwiederholungen zu kostspielig seien, da in Deutschland jährlich 931 Millionen Euro für „Sitzenbleiber“ ausgegeben würden. Wie hoch die Kosten für ein anderes Bildungssystem sind, wurde in der Studie nicht angegeben. Der Philologenverband wirft der Bertelsmann Stiftung fehlende Neutralität und verzerrte Maßstäbe vor.

## Höhere Anfälligkeit für Alkoholmissbrauch
Schüler, die mindestens einmal nicht versetzt wurden, zeigen mitunter ein höheres jugendliches Risikoverhalten. So waren Jugendliche der 9. Klassen, die schon mindestens einmal eine Klasse wiederholen mussten, in einer Studie häufiger Rauschtrinker als gleichaltrige Jugendliche, die bis dahin regulär versetzt worden waren.